# 351-й гвардійський парашутно-десантний полк (СРСР)
351-й гвардійський парашутно-десантний полк (351 гв. ПДП) — формування повітрянодесантних військ Радянської армії чисельністю у полк, що існувало у 1944—1979 роках. Перебував у складі 105-ї гвардійської повітрянодесантної дивізії.
У 1979 році на основі полку була сформована 56-та окрема гвардійська десантно-штурмова бригада.

## Історія

### Друга світова війна
16 березня 1945 р. прорвавши оборону німців, 351-й гвардійський стрілецький полк у складі 106-ї гвардійської стрілецької дивізії вийшов на австро-угорський кордон.

### Холодна війна
Особовий склад 351-го гвардійського парашутно-десантного полку брав участь у військових парадах на Красній площі в Москві, брав участь у великих навчаннях МО і в 1955 році десантувався поблизу м. Кутаїсі (Закавказький ВО).
У 1957 р. полк проводив показові навчання з десантуванням для військових делегацій Югославії та Індії.
На підставі директив Міністра оборони СРСР від 18 березня 1960 р. і Головнокомандувача Сухопутними військами від 7 червня 1960 р. до 1 листопада 1960 р.:
- до складу 105-ї гвардійської повітрянодесантної Віденської Червонопрапорної дивізії зі складу 106-ї гвардійської повітрянодесантної Червонопрапорної, ордена Кутузова дивізії був прийнятий 351-й гвардійський парашутно-десантний полк (місто Єфремов Тульської області);
- 105-та гвардійська повітрянодесантна дивізія (без 331-го гвардійського парашутно-десантного полку) була передислокована в Туркестанський військовий округ в місто Фергана Узбецької РСР;
- 351-й гвардійський парашутно-десантний полк був дислокований в місті Чирчик Ташкентської області.

У 1961 р. після землетрусу в Ташкенті особовий склад 351-го гвардійського парашутно-десантного полку надавав допомогу жителям міста, які постраждали від стихії, допомагав місцевій владі в підтримці порядку.
У 1974 р. 351-й гвардійський парашутно-десантний полк десантувався в один з районів Середньої Азії і бере участь у великомасштабних навчаннях ТуркВО. Будучи передовою частиною ПДВ Середньоазіатського регіону країни СРСР, полк брав участь у парадах в столиці Узбекистану в м. Ташкент.
На підставі директиви начальника Генерального штабу Збройних Сил СРСР від 3 серпня 1979 р. на 1 грудня 1979 р. 105-та гвардійська повітрянодесантна дивізія була розформована. Від дивізії залишилися в м. Фергана 345-й окремий гвардійський парашутно-десантний ордена Суворова полк значно більшого складу (до нього було додано гаубичний артилерійський дивізіон), ніж звичайний і 115-та окрема військово-транспортна авіаційна ескадрилья. Решта особового складу дивізії була використана для заповнення некомплекту в інших з'єднаннях ПДВ і на доукомплектування заново сформовані десантно-штурмові бригади.
У 1979 році на основі полку була сформована 56-та окрема гвардійська десантно-штурмова бригада.